# Cyclomia ocana
Cyclomia ocana là một loài bướm đêm trong họ Geometridae.